# 羅瓦納河

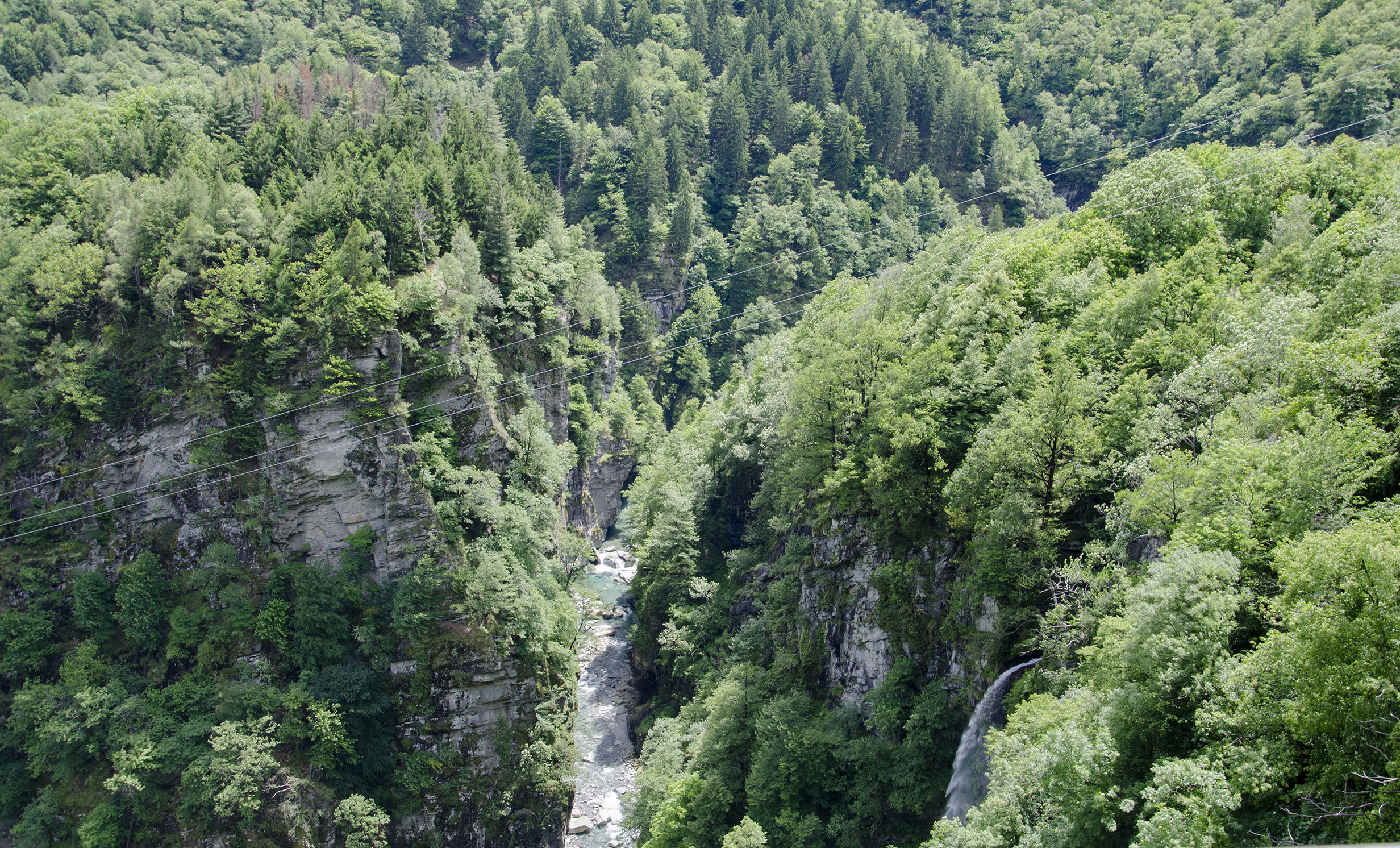

羅瓦納河是中歐的河流，流經意大利和瑞士，屬於馬賈河的右支流，河道全長19.4公里，流域面積110.7平方公里，河口處在切維奧，河畔城鎮有坎波、切倫蒂諾和利內斯喬。